# Josef Kandlbinder
Josef Kandlbinder (né le 7 janvier 1923 à Ratisbonne - mort le 9 novembre 2011) est un ancien arbitre allemand de football des années 1950 et 1960. 

## Carrière
Il a officié dans des compétitions majeures : 
- Championnat d'Allemagne de football 1959-1960 (finale)
- JO 1960 (3 matchs)